# 매입채무
매입채무(買入債務, 영어: Accounts payable)란 기업이 상품을 매입하는 과정에서 발생한 채무로, 외상매입금과 지급어음을 말하는 것이다.

## 종류
크게 두 가지로 나뉜다.
- 외상매입금

상품을 매입하고 그 대금을 외상으로 하는 것이다.
- 지급어음

상품을 매입하고 그 대금을 약속어음으로 지급하는 것이다.

## 기장
그냥 그대로 매입채무 계정으로 통합해서 처리하는 경우가 있고 외상매입금과 지급어음으로 나누어서 처리하는 경우가 있으나 대차대조표에는 매입채무로 통합하여 표시한다.

## 같이 보기
- 매출채권